# دنيس سبونر
دنيس سبونر (بالإنجليزية: Dennis Spooner)‏ هو كاتب خيال علمي وكاتب سيناريو ولاعب كرة قدم بريطاني، ولد في 1 ديسمبر 1932 في توتنهام في المملكة المتحدة، وتوفي في 20 سبتمبر 1986 في لندن في المملكة المتحدة بسبب نوبة قلبية. لعب مع نادي ليتون أورينت.

## وصلات خارجية
- دنيس سبونر على موقع IMDb (الإنجليزية)
- دنيس سبونر على موقع ألو سيني (الفرنسية)
- دنيس سبونر على موقع قاعدة بيانات الفيلم (الإنجليزية)
- دنيس سبونر على موقع كينوبويسك (الروسية)